# Ultravioletta katastrofen

Den ultravioletta katastrofen är felet vid korta våglängder i Rayleigh-Jeans lag (avbildad som "klassisk teori" i grafen) för energin som sänds ut av en idealisk svartkropp. Felet, mycket mer uttalat för korta våglängder, är skillnaden mellan den svarta kurvan (som klassiskt förutspått av Rayleigh -Jeans lag) och den blå kurvan (den uppmätta kurvan, förutspådd av Plancks lag).

Den ultravioletta katastrofen är en beteckning inom fysiken på resultatet man får om man försöker förena termodynamik och elektromagnetism för att få fram en formel för svartkroppsstrålning. Gör man detta med enbart klassisk fysik får man resultatet att strålningen från en svartkropp kommer innehålla obegränsade mängder energi vid korta våglängder (Rayleigh-Jeans lag).
Detta var mycket bekymmersamt för det sena 1800-talets fysiker eftersom man visste att verkligheten såg annorlunda ut. Lord Kelvin gav ett tal där han talade om "två mörka moln", där den ultravioletta katastrofen var det ena och resultatet av Michelson–Morleys experiment var det andra. Problemet kunde inte lösas innan Max Planck, i sina försök att få de två i övrigt väl fungerande teorierna att stämma med varandra, år 1900 införde antagandet att energin i svartkroppen är kvantiserad. Plancks strålningslag stämde väl överens med experiment (bättre än Wiens strålningslag från 1896 som stämmer väl för korta våglängder, men inte långa) fastän antagandet gjordes på lösa grunder och Planck inte trodde själv att kvantiseringen var mer än en matematisk teknikalitet. Detta löste problemet med ultravioletta katastrofen och kom så småningom att leda till utvecklingen av kvantmekaniken.

## Problem
Rayleigh-Jeans lag är en approximation av den spektrala strålningen av elektromagnetisk strålning som en funktion av våglängden från en svartkropp vid en given temperatur genom klassiska argument. För våglängd {\displaystyle \lambda }, är den: 
{\displaystyle B_{\lambda }(T)={\frac {2ck_{\mathrm {B} }T}{\lambda ^{4}}},}
där {\displaystyle B_{\lambda }} är den spektrala radiansen, den effekt som emitteras per enhet emitterande area, per steradian, per enhet våglängd, {\displaystyle c} är ljusets hastighet, {\displaystyle k_{\mathrm {B} }} är Boltzmanns konstant och {\displaystyle T} är temperaturen i kelvin. För frekvens {\displaystyle \nu } är uttrycket istället 
{\displaystyle B_{\nu }(T)={\frac {2\nu ^{2}k_{\mathrm {B} }T}{c^{2}}}.}
Denna formel erhålls från Ekvipartitionsprincipen för klassisk statistisk mekanik som säger att alla harmoniska oscillatormoder (frihetsgrader) i ett system i jämvikt har en medelenergi på {\displaystyle k_{\rm {B}}T}.
Den "ultravioletta katastrofen" är uttrycket för det faktum att formeln missköter sig vid högre frekvenser. Den förutspår oändlig energiutsläpp eftersom {\displaystyle B_{\nu }(T)\to \infty }  som {\displaystyle \nu \to \infty }.
Ett exempel, från Masons A History of the Sciences, illustrerar vibration i flera lägen via ett snöre. Som en naturlig vibrator kommer strängen att svänga med specifika lägen (en strängs stående vågor i harmonisk resonans), beroende på strängens längd. I klassisk fysik kommer en energistrålare att fungera som en naturlig vibrator. Eftersom varje läge kommer att ha samma energi, kommer det mesta av energin i en naturlig vibrator att finnas i de mindre våglängderna och högre frekvenserna, där de flesta lägena finns.
Enligt klassisk elektromagnetism är antalet elektromagnetiska lägen i en 3-dimensionell kavitet, per frekvensenhet, proportionell mot kvadraten på frekvensen. Detta innebär att den utstrålade effekten per frekvensenhet bör vara proportionell mot frekvensen i kvadrat. Sålunda är både effekten vid en given frekvens och den totala utstrålade effekten obegränsad eftersom högre och högre frekvenser beaktas. Detta är ofysiskt, eftersom den totala utstrålade effekten av en kavitet inte observeras vara oändlig, en punkt som gjordes oberoende av Einstein, Lord Rayleigh och Sir James Jeans 1905.

## Lösning
År 1900 härledde Max Planck den korrekta formen för intensitetsspektralfördelningsfunktionen genom att göra några antaganden som var märkliga för den tiden. Speciellt antog Planck att elektromagnetisk strålning endast kan sändas ut eller absorberas i diskreta energipaket, kallade kvanta: 
{\displaystyle E_{\text{quanta}}=h\nu =h{\frac {c}{\lambda }},}
där
- h är Planck-konstanten,
- ν är ljusets frekvens,
- c är ljusets hastighet,
- λ är ljusets våglängd.

Genom att applicera denna nya energi på partitionsfunktionen i statistisk mekanik, ledde Plancks antaganden till den korrekta formen av spektralfördelningsfunktionerna:
{\displaystyle B_{\lambda }(\lambda ,T)={\frac {2hc^{2}}{\lambda ^{5}}}{\frac {1}{\exp \left({\frac {hc}{\lambda k_{\mathrm {B} }T}}\right)-1}}}
där:
- T är kroppens absoluta temperatur,
- kB är Boltzmanns konstant,
- exp betecknar exponentialfunktionen.

År 1905 löste Albert Einstein problemet fysiskt genom att postulera att Plancks kvanta var verkliga fysiska partiklar – vad vi nu kallar fotoner, inte bara en matematisk fiktion. De modifierade statistisk mekanik i stil med Boltzmann till en ensemble av fotoner. Einsteins foton hade en energi som var proportionell mot dess frekvens och förklarade också en opublicerad lag av Stokes och den fotoelektriska effekten. Detta publicerade postulat citerades specifikt av Nobelpriskommittén för fysik i deras beslut att 1921 dela ut priset till Einstein.